# いすゞ自動車近畿
いすゞ自動車近畿株式会社（いすずじどうしゃきんき、略称：いすゞ近畿）は、いすゞ自動車の販売会社である。本社を大阪府守口市に置き、近畿運輸局（大阪、京都、奈良、滋賀、和歌山）、並びに神戸運輸監理部（兵庫）管轄区域を販売エリアとする。
いすゞ自動車販売の100%子会社である。

## 沿革
- 1946年（昭和21年）
  - 10月1日 - 近畿いすゞ自動車販売株式会社（大阪・奈良・和歌山・兵庫）を総代理店として設立
  - 協和いすゞ自動車株式会社（京都・滋賀・岐阜・三重）を総代理店として設立
- 1949年（昭和23年）9月 - 神戸いすゞ自動車株式会社が発足
- 1950年（昭和24年）11月 - 奈良いすゞ自動車株式会社が発足
- 1957年（昭和31年）2月 - 和歌山いすゞ自動車株式会社発足
- 1959年（昭和33年）4月 - 大阪いすゞ自動車株式会社が発足
- 1995年（平成7年）4月 - いすゞモーター大阪株式会社が発足
- 1998年（平成10年）1月 - 京滋いすゞ自動車株式会社が発足
- 1999年（平成11年）
  - 4月 - 大阪いすゞ自動車、いすゞモーター大阪、奈良いすゞ自動車及び和歌山いすゞ自動車の4社が合併し、いすゞ自動車近畿株式会社を設立
  - 12月 - 京滋いすゞ自動車、福井いすゞ自動車及び石川いすゞ自動車の3社を吸収合併
- 2007年（平成19年）
  - 2月 - いすゞネットワーク（現・いすゞ自動車販売）の完全子会社となる
  - 4月 - 福井県・石川県エリアを分割し、いすゞ自動車北陸株式会社を設立
  - 7月 - 神戸いすゞ自動車を吸収合併
- 2009年（平成21年）
  - 5月 - 阪和美原支店を新設移転
  - 8月 - 和歌山支店を新設移転
- 2016年（平成28年）
  - 4月 - 明石支店を新設移転
  - 5月 - 京都支店社屋を新設
- 2020年（令和2年）4月 - 姫路支店を新設移転
- 2023年（令和5年）8月 - いすゞ自動車とUDトラックスとの初の営業・アフターサービス協業拠点として、綾部営業所を新設移転した上で敷地内にUDトラックス綾部カスタマーセンターを新設[2][3]

## 事業所所在地
各事業所については公式サイトにある拠点案内を参照のこと。